# Championnats du monde Xterra 2002
Navigation
Édition précédente Édition suivante
Les championnats du monde Xterra 2002, organisé par la Team Unlimited, s'est déroulé le 27 octobre à Maui dans l'État d'Hawaï. Les triathlètes se sont affrontés lors d'une épreuve sur distance M, comprenant 1500 mètres de natation, 30 km de vélo tout terrain (VTT) et 10 km de course à pied hors route.

## Résultats
Les tableaux présentent les « Top 10 » hommes et femmes des championnats du monde. 
| Position           | Triathlète      | Pays           | Temps           |
| ------------------ | --------------- | -------------- | --------------- |
| Médaille d'or      | Conrad Stoltz   | Afrique du Sud | 2 h 22 min 55 s |
| Médaille d'argent  | Eneko Llanos    | Espagne        | 2 h 23 min 57 s |
| Médaille de bronze | Nicolas Lebrun  | France         | 2 h 27 min 37 s |
| 4                  | Mike Vine       | Canada         | 2 h 33 min 18 s |
| 5                  | Olivier Marceau | Suisse         | 2 h 34 min 43 s |
| 6                  | Justin Thomas   | États-Unis     | 2 h 35 min 9 s  |
| 7                  | Allan Mansson   | Danemark       | 2 h 35 min 34 s |
| 8                  | Jason Chalker   | Australie      | 2 h 36 min 46 s |
| 9                  | Patrick Brown   | États-Unis     | 2 h 37 min 21 s |
| 10                 | Geoff Kabush    | Canada         | 2 h 39 min 8 s  |

| Position           | Triathlète       | Pays       | Temps           |
| ------------------ | ---------------- | ---------- | --------------- |
| Médaille d'or      | Candy Angle      | États-Unis | 2 h 57 min 33 s |
| Médaille d'argent  | Jamie Whitmore   | États-Unis | 2 h 59 min 10 s |
| Médaille de bronze | Shari Kain       | États-Unis | 3 h 3 min 20 s  |
| 4                  | Raeleigh Tennant | Australie  | 3 h 6 min 3 s   |
| 5                  | Melissa Thomas   | États-Unis | 3 h 7 min 18 s  |
| 6                  | Erika Csomor     | Hongrie    | 3 h 9 min 21 s  |
| 7                  | Kerstin Weule    | États-Unis | 3 h 10 min 13 s |
| 8                  | Erin McCarthy    | États-Unis | 3 h 10 min 37 s |
| 9                  | Mélanie McQuaid  | Canada     | 3 h 11 min 1 s  |
| 10                 | Linda Gabor      | États-Unis | 3 h 13 min 5 s  |